# Dom Denise
Dom Denise est un moine cistercien du XVIIIe siècle auquel on attribue la rédaction  du manuscrit de viticulture et d'œnologie : Les vignes et les vins de Bourgogne.

## Œuvre
Le manuscrit initial de Dom Denise, fut d'abord traduit en italien, car le moine cistercien  fit paraître son ouvrage à Florence, en 1779, sous le titre Delle viti e dei vini di Borgogna. Marco Lastri (1731-1811), auteur de l'Anno Rustico annota cette première édition.
Une nouvelle version italienne fut ensuite publiée, en 1845, par Giovanni Silvestri mais elle était attribuée à Domenico Sestini (1750-1832). La première traduction française ne fut éditée qu'à la fin du XIXe siècle par une maison bourguignonne de négoce en vins, Bouchard père et fils. Elle suit le texte de la première édition italienne de 1779. L'actualité des propos de Dom Denise est étonnante, il y décrit les différents aspects et étapes de l'élaboration du vin : culture, vendange, élevage. Cet ouvrage reste une référence jusqu'à l'heure actuelle.